# Derallus altus
Derallus altus är en skalbaggsart som först beskrevs av Leconte 1855.  Derallus altus ingår i släktet Derallus och familjen palpbaggar. Inga underarter finns listade i Catalogue of Life.